# Tisífone de Troya
En la mitología griega, Tisífone (griego antiguo: Τισιφόνη) era la hija troyana de Antímaco y hermana de Hipóloco, Pisandro, e Hipómaco. Fue la esposa de Meneptlemo.

## Mitología
Inspirada por la destreza en la batalla de la reina amazona Pentesilea, Tisífone animó a las otras mujeres troyanas a luchar durante el asedio de Troya. Todos ellos debieron perecer en la escaramuza, pero con el sabio consejo de Téano se salvaron.
Desde Troya a lo lejos, las mujeres maravilladas miraban a la Doncella (es decir, Pentesilea) destreza en la batalla. De repente, una pasión ardiente por la refriega se ha apoderado de la hija de Antímaco, la esposa de Meneptólemo, Tisífone. Su corazón se fortaleció, y lleno de lujuria de lucha, gritó a todos sus compañeros, con palabras desesperadas y audaces, para incitarlos a una guerra lamentable, fortalecida por la temeridad. “¡Amigos, que se despierte un corazón de valor en nuestro pecho! ¡Seamos como nuestros señores, que luchan con los enemigos por la patria, por los niños, por nosotros, y nunca se detienen a tomar aliento en esa dura contienda! ¡Entronicemos también nosotros el espíritu de guerra en nuestros corazones! ¡Afrontemos también nosotros la lucha que no favorece a nadie! Porque nosotras, las mujeres, no seamos criaturas fundidas en un molde diferente al de los hombres: a nosotros se nos da tal energía de vida que se agita en ellas. Ojos tenemos semejantes a los de ellos, y miembros: en toda nuestra forma somos iguales: una misma luz miramos, y un mismo aire respiramos: con alimento semejante nos alimentamos; es más, ¿en qué hemos sido dotados por Dios más mezquinamente que ¿hombres? Entonces, no nos apartemos de la refriega. ¿No veis allá a una mujer que supera con creces a los hombres en las garras de la lucha? Sin embargo, su sangre no se parece en nada a la nuestra, ni lucha por su propia ciudad. Por un rey extranjero ella lucha por el impulso de su propio corazón, no teme la cara de ningún hombre; porque su alma se estremece de valor y de espíritu invencible. Pero nosotros, a la derecha, a la izquierda, yacemos aflicciones sobre aflicciones alrededor de nuestros pies: esto llora a hijos amados, y que un marido que ha muerto por el hogar y el hogar; algunos lloran por sus padres ya no más; algunos se afligen por los hermanos y parientes perdidos. Ninguno deja de tener parte en la copa del dolor. Detrás de todo esto asoma una sombra aterradora, ¡el día de la esclavitud! ¡Por tanto, no os alejéis de la guerra, oh cargados de dolor! Es mucho mejor morir en la batalla ahora, que después ser arrastrados al cautiverio con gente extraña, nosotros y nuestros pequeños, en las duras garras del destino, dejando atrás una ciudad en llamas y las tumbas de nuestros maridos".

 Así gritó ella, y con pasión por la dura guerra estremeció a todas aquellas mujeres; y con ansiosa velocidad se apresuraron a salir fuera del muro vestidos de cota de malla, en llamas para luchar por su pueblo y su gente: todo su espíritu estaba en llamas. Como cuando dentro de una colmena, cuando la marea invernal ha pasado y se ha ido, el enjambre de abejas tararea con fuerza la hora en que se preparan para partir hacia los brillantes pastos de flores, y ya no soportan quedarse allí dentro, sino que unos a otros gritan el grito de desafío para salir adelante; así se agitaron las mujeres de Troya, y encendieron cada una a su hermana en la refriega. La lana para tejer, la rueca arrojaron lejos, y a las armas sombrías extendieron sus manos ansiosas.
Y ahora, fuera de la ciudad, éstas habían muerto en aquella salvaje batalla, como murieron sus maridos y murieron las fuertes amazonas, si no hubiera clamado una sola voz de sabiduría para detener sus pies enloquecidos, cuando con palabras disuasorias Theano dijo: el esfuerzo y la tensión del terrible tumulto de la batalla anheláis, encaprichados? Tus miembros nunca han trabajado en conflicto todavía. En completa ignorancia, anhelando un trabajo insoportable, os apresuráis sin pensar; porque tu fuerza nunca puede ser como la de los hombres de Danaan, hombres entrenados en la batalla diaria. Las amazonas se han regocijado en la lucha despiadada, en la carga de los corceles, desde el principio: todo el trabajo de los hombres lo soportan; y por lo tanto, el espíritu del dios de la guerra los estremece cada vez más. No se quedan atrás de los hombres en nada: sus cuerpos endurecidos por el trabajo engrandecen sus corazones para todo logro: nunca desfallecen sus rodillas ni tiemblan. Se rumorea que su reina es hija del poderoso Señor de la Guerra . Por lo tanto, ninguna mujer puede compararse con ella en destreza, si ella es una mujer, no un Dios descendido en respuesta a nuestras oraciones. Sí, de una sola sangre es toda la raza de los hombres, sin embargo, todavía se vuelven a diversas labores; y que para cada uno es siempre lo mejor a lo que aporta habilidad de uso y costumbre. Por lo tanto, manténganse alejados del tumulto de la refriega, y en sus glorietas de mujeres ante el telar aún caminen de un lado a otro; y la guerra será asunto de nuestros señores. He aquí, de buen resultado hay esperanza: vemos que los aqueos caen rápidamente: vemos que el poder de nuestros hombres crece para siempre: el miedo no es ahora resultado del mal: el enemigo despiadado no asedia la ciudad: no hay necesidad desesperada de que las mujeres ir a la guerra".

 Así clamó ella, y escucharon las palabras de la que había acumulado sabiduría a lo largo de los años; así que desde lejos vieron la pelea.